# The Way You Like It
The Way You Like It è un singolo degli Adema, il secondo estratto dal loro album di debutto omonimo, pubblicato il 27 novembre 2011.

## Video musicale
Il video ufficiale per il brano, diretto da Gregory Dark, alterna scene degli Adema esibirsi su un palco a scene dove i membri della band girano per la città. Verso la fine del brano i cinque cercano di entrare in un locale, ma il buttafuori li respinge all'entrata. Fanno quindi la loro comparsa Chester Bennington e Joe Hahn dei Linkin Park, che salutano gli Adema e convincono la guardia a farli passare.

## Tracce
CD Single
1. The Way You Like It
2. Giving In (Live)

US Promo CD
1. The Way You Like It

Limited Edition CD Single
1. The Way You Like It (Radio edit)
2. Giving In (Live)
3. Freaking Out (Live)
4. The Way You Like It (Live in Amsterdam)
5. Kerrang Interview

## Classifiche
| Classifica (2001)             | Posizione massima |
| ----------------------------- | ----------------- |
| Regno Unito                   | 61                |
| Stati Uniti (alternative)     | 15                |
| Stati Uniti (mainstream rock) | 21                |